# Stary Jasień
Stary Jasień – część wsi Świbna w Polsce, położona w województwie lubuskim, w powiecie żarskim, w gminie Jasień.
Stary Jasień położony jest nad rzeką Lubszą, będącą prawobrzeżnym dopływem Nysy Łużyckiej. Tereny na których on leży, należą do obszaru chronionego krajobrazu – „Wschodnie Okolice Lubska”.
W latach 1975–1998 Stary Jasień należał administracyjnie do województwa zielonogórskiego.